# Courteron
Courteron ist eine französische Gemeinde mit 100 Einwohnern (Stand: 1. Januar 2022) im Département Aube in der Region Grand Est (vor 2016 Champagne-Ardenne). Sie gehört zum Arrondissement Troyes und zum Kanton Bar-sur-Seine.

## Lage
Courteron liegt etwa 40 Kilometer südöstlich von Troyes an der Seine.
Nachbargemeinden sind Gyé-sur-Seine im Norden, Süden und Westen, Essoyes im Osten und Nordosten sowie Plaines-Saint-Lange im Süden und Westen.

## Bevölkerungsentwicklung
| Jahr                       | 1962 | 1968 | 1975 | 1982 | 1990 | 1999 | 2006 | 2011 | 2019 |
| -------------------------- | ---- | ---- | ---- | ---- | ---- | ---- | ---- | ---- | ---- |
| Einwohner                  | 165  | 154  | 130  | 149  | 149  | 136  | 122  | 116  | 105  |
| Quellen: Cassini und INSEE |      |      |      |      |      |      |      |      |      |

## Sehenswürdigkeiten

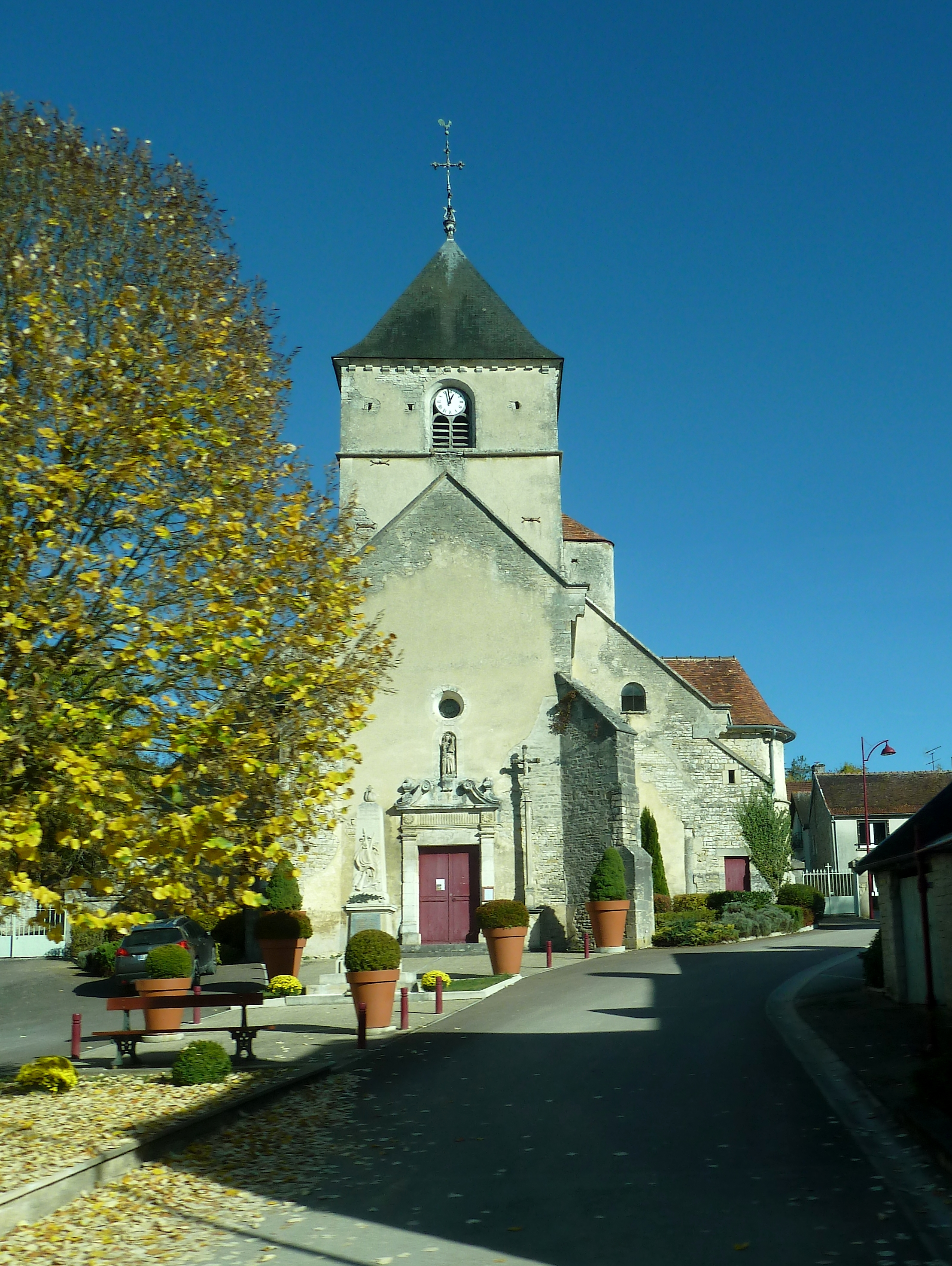
Kirche Saint-Lambert

- Kirche Saint-Lambert